# Liste der Baudenkmale in Kirchlinteln
In der Liste der Baudenkmale in Kirchlinteln sind alle Baudenkmale der niedersächsischen Gemeinde Kirchlinteln und der Ortsteile Armsen, Bendingbostel, Brunsbrock mit den Ortschaften Klein-Linteln, Kohlenförde, Schmomühlen, Heins mit Groß Heins und Klein Heins, Hohenaverbergen, Holtum (Geest) mit den Ortschaften Heidkrug, Wedehof und Steinberg, Deelsen, Kreepen und Brammer, Kükenmoor, Luttum, Neddenaverbergen mit Lehringen, Otersen mit Otersen im Sande und Ludwigslust, Schafwinkel mit Sankt Pauli, Odeweg und Gerkenhof, Sehlingen mit Groß Sehlingen und Klein Sehlingen, Stemmen, Weitzmühlen sowie Wittlohe aufgelistet. Die Quelle der Baudenkmale ist der Denkmalatlas Niedersachsen. Der Stand der Liste ist der 21. November 2020.

## Allgemein
In den Spalten befinden sich folgende Informationen:
- Lage: die Adresse des Baudenkmales und die geographischen Koordinaten. Kartenansicht, um Koordinaten zu setzen. In der Kartenansicht sind Baudenkmale ohne Koordinaten mit einem roten Marker dargestellt und können in der Karte gesetzt werden. Baudenkmale ohne Bild sind mit einem blauen Marker gekennzeichnet, Baudenkmale mit Bild mit einem grünen Marker.
- Bezeichnung: Bezeichnung des Baudenkmales
- Beschreibung: die Beschreibung des Baudenkmales. Unter § 3 Abs. 2 NDSchG werden Einzeldenkmale und unter § 3 Abs. 3 NDSchG Gruppen baulicher Anlagen und deren Bestandteile ausgewiesen.
- ID: die Objekt-ID des Baudenkmales
- Bild: ein Bild des Baudenkmales, ggf. zusätzlich mit einem Link zu weiteren Fotos des Baudenkmals im Medienarchiv Wikimedia Commons. Wenn man auf das Kamerasymbol klickt, können Fotos zu Baudenkmalen aus dieser Liste hochgeladen werden:

## Kirchlintelnmit Deelsen

### Gruppe: Hofanlage Alte Dorfstraße 9
Die Gruppe „Hofanlage Alte Dorfstraße 9“ hat die ID 34305753.

| Lage                                         | Bezeichnung              | Beschreibung | ID       | Bild |
| -------------------------------------------- | ------------------------ | --- | -------- | ---- |
| Alte Dorfstraße 9 52° 56′ 27″ N, 9° 19′ 3″ O | Wohn-/Wirtschaftsgebäude | Auf 1786 datiertes Zweiständer-Hallenhaus.                                                                          | 34311282 | BW   |
| Alte Dorfstraße 9 52° 56′ 28″ N, 9° 19′ 3″ O | Scheune                  | In der zweiten Hälfte des 18. Jahrhunderts errichtete Fachwerkscheune mit Längsdurchfahrten unter einem Satteldach. | 34311307 | BW   |
| Alte Dorfstraße 9 52° 56′ 27″ N, 9° 19′ 4″ O | Remise                   | 1885 errichteter Ziegelbau.                                                                                         | 34311333 | BW   |

### Gruppe: Evangelische Kirche Kirchlinteln
Die Gruppe „Kirche mit Kirchhof Kirchlinteln“ hat die ID 34305770.

| Lage                                       | Bezeichnung | Beschreibung | ID       | Bild           |
| ------------------------------------------ | ----------- | --- | -------- | -------------- |
| An der Kirche 6 52° 56′ 31″ N, 9° 19′ 1″ O | Kirche      | 1798 errichtete Saalkirche St. Petri Kirchlinteln aus rot verputztem Backstein. Der Westturm entstammt dem 12. Jahrhundert. | 34311358 | Weitere Bilder |
| An der Kirche 52° 56′ 32″ N, 9° 19′ 2″ O   | Kirchhof    | Der Kirchhof zeigt zahlreiche Grabstelen aus dem 17. und 18. Jahrhundert.                                                   | 34311384 | Weitere Bilder |

### Gruppe: Hofanlage An der Kirche 13
Die Gruppe „Hofanlage An der Kirche 13“ aus dem 19. Jahrhundert hat die ID 34305936.

| Lage                                        | Bezeichnung              | Beschreibung                             | ID       | Bild |
| ------------------------------------------- | ------------------------ | ---------------------------------------- | -------- | ---- |
| An der Kirche 13 52° 56′ 37″ N, 9° 19′ 5″ O | Wohn-/Wirtschaftsgebäude | 1816 errichtetes Zweiständer-Hallenhaus. | 34311429 | BW   |
| An der Kirche 13 52° 56′ 37″ N, 9° 19′ 6″ O | Stall                    | Fachwerkstall aus dem 19. Jahrhundert    | 34314078 | BW   |
| An der Kirche 13 52° 56′ 36″ N, 9° 19′ 5″ O | Speicher                 | Fachwerkspeicher aus dem 19. Jahrhundert | 34314103 | BW   |

### Gruppe: Hauptstraße 11
Die Gruppe „Hofanlage Hauptstraße 11“ besteht seit Beginn des 19. Jahrhunderts und hat die ID 34305736.

| Lage                                       | Bezeichnung              | Beschreibung | ID       | Bild |
| ------------------------------------------ | ------------------------ | --- | -------- | ---- |
| Hauptstraße 11 52° 56′ 26″ N, 9° 19′ 12″ O | Wohn-/Wirtschaftsgebäude | Laut Inschrift 1816 errichtetes Zweiständer-Fachwerkgebäude unter einem Halbwalmdach. Der Wirtschaftsteil wurde zur Gaststätte Lintler Krug um 1910 umgebaut.  | 34311204 | BW   |
| Hauptstraße 11 52° 56′ 27″ N, 9° 19′ 13″ O | Speicher                 | Um 1800 errichtetes zweigeschossiges Fachwerkgebäude unter einem Satteldach.                                                                                   | 34311229 | BW   |
| Hauptstraße 11 52° 56′ 27″ N, 9° 19′ 10″ O | Scheune                  | Um 1800 errichtete traufständige eingeschossige Fachwerkscheune unter einem Satteldach. Vermutlich im 19. Jahrhundert transloziert und als Remise nachgenutzt. | 53814997 | BW   |

### Gruppe: Hofanlage Deelsen 4
Die Gruppe „Hofanlage Deelsen 4“ hat die ID 34305770.

| Lage                                             | Bezeichnung              | Beschreibung | ID       | Bild |
| ------------------------------------------------ | ------------------------ | --- | -------- | ---- |
| Scharnhorster Weg 4a 52° 57′ 28″ N, 9° 18′ 39″ O | Wohn-/Wirtschaftsgebäude | Um 1800 errichtetes Zweiständer-Hallenhaus (Häuslingshaus) unter einem Satteldach. Um 1900 wurde das Gebäude erweitert.                                              | 41010868 | BW   |
| Scharnhorster Weg 4 52° 57′ 31″ N, 9° 18′ 36″ O  | Speicher                 | Laut Inschrift 1752 auf hölzernen Ständern errichtetes Fachwerkgebäude unter einem Satteldach.                                                                       | 34311585 | BW   |
| Scharnhorster Weg 4 52° 57′ 27″ N, 9° 18′ 39″ O  | Stall                    | Im 18. Jahrhundert errichteter Fachwerkschafstall in Wandständerbauweise unter einem Satteldach.                                                                     | 34312733 | BW   |
| Scharnhorster Weg 4 52° 57′ 27″ N, 9° 18′ 39″ O  | Scheune                  | In der ersten Hälfte des 19. Jahrhunderts errichtete Fachwerkscheune mit Querdurchfahrt unter einem Krüppelwalmdach.                                                 | 34312705 | BW   |
| Scharnhorster Weg 4 52° 57′ 29″ N, 9° 18′ 36″ O  | Brunnen                  | Brunnen mit Sandsteineinfassung, dessen Schaft mit Feldsteinen gesetzt wurde.                                                                                        | 41011188 | BW   |
| Scharnhorster Weg 4 52° 57′ 29″ N, 9° 18′ 37″ O  | Wohn-/Wirtschaftsgebäude | 1640 errichtetes Zweiständerhallenhaus, das 1743, 1757 und 1843 erweitert wurde, unter einem Halbwalmdach. Vor 2024 abgebrochen und aus der Denkmalliste gestrichen. | 41010590 | BW   |

### Einzelbaudenkmale
| Lage                                               | Bezeichnung              | Beschreibung | ID       | Bild |
| -------------------------------------------------- | ------------------------ | --- | -------- | ---- |
| Am Kreuzberg 52° 56′ 35″ N, 9° 19′ 14″ O           | Friedhof                 | Friedhof mit altem Baumbestand und Grabsteinen, davon acht mit einem Ziergitter eingefassten Grabsteine der Familie Cordes aus den Jahren 1844, 1851, 1857, 1878, 1884 und 1887. | 34311561 | BW   |
| An der Kirche 1 52° 56′ 33″ N, 9° 18′ 56″ O        | Wohn-/Wirtschaftsgebäude | 1859 errichtetes eingeschossiges Backsteingebäude unter einem Satteldach, dessen Wohnteil 1899 zweigeschossig ausgebaut wurde.                                                   | 34311255 | BW   |
| An der Kirche 5 52° 56′ 34″ N, 9° 19′ 0″ O         | Scheune                  | 1826 errichtete eingeschossige Fachwerkscheune unter einem Halbwalmdach mit Längsdurchfahrten                                                                                    | 34311485 | BW   |
| Alte Dorfstraße 12 52° 56′ 29″ N, 9° 19′ 5″ O      | Wohn-/Wirtschaftsgebäude | Auf 1775 datiertes Zweiständer-Hallenhaus | 34311121 | BW   |
| An der Kirche 9 52° 56′ 37″ N, 9° 19′ 10″ O        | Wohn-/Wirtschaftsgebäude | Ziegelfachwerkgebäude aus dem 19. Jahrhundert | 34314261 | BW   |
| Kükenmoorer Straße 52° 56′ 16″ N, 9° 20′ 34″ O     | Straße                   | Im 19. Jahrhundert mit Feldsteinen angelegte Straße mit Eichenallee | 34311981 | BW   |
| Kükenmoorer Straße 7 52° 56′ 23″ N, 9° 19′ 17″ O   | Wohn-/Wirtschaftsgebäude | 1859 errichtetes Zweiständer-Hallenhaus | 34310965 | BW   |
| Obere Straße 5 52° 56′ 31″ N, 9° 19′ 7″ O          | Wohn-/Wirtschaftsgebäude | Auf das Jahr 1838 datiertes Zweiständer-Hallenhaus. | 34311147 | BW   |
| Schulstraße 8 52° 56′ 28″ N, 9° 19′ 2″ O           | Wohn-/Wirtschaftsgebäude | Auf das Jahr 1784 datiertes Vierständer-Hallenhaus (früheres Pfarrwitwenhaus).                                                                                                   | 34311534 | BW   |
| Zum Lindhoop 11 52° 56′ 31″ N, 9° 18′ 48″ O        | Wohnhaus                 | Um 1930 errichtetes villenähnliches eingeschossiges Altenteilerhaus unter einem Walmdach mit vorgelagerter Terrasse und Freitreppe.                                              | 34311510 | BW   |
| Deelsener Straße / K21 52° 56′ 41″ N, 9° 18′ 52″ O | Brücke                   | 1872 errichtete Eisenbahnbrücke für die Bahnstrecke 1960 von Langwedel nach Uelzen aus Ziegelsteinen. Die Widerlagerecken sind in hellem Sandstein gehalten.                     | 34312962 |      |

### Ehemalige Denkmale
| Lage                                          | Bezeichnung              | Beschreibung                                                                                                   | ID       | Bild |
| --------------------------------------------- | ------------------------ | --- | -------- | ---- |
| Alte Dorfstraße 15 52° 56′ 30″ N, 9° 19′ 2″ O | Wohn-/Wirtschaftsgebäude | 1828 errichtetes Zweiständer-Hallenhaus. Inzwischen erheblich verändert. 1992 aus der Denkmalliste gestrichen. | 34311178 | BW   |
| An der Kirche 3 52° 56′ 33″ N, 9° 18′ 59″ O   | Wohn-/Wirtschaftsgebäude | 1821 errichtetes Zweiständer-Hallenhaus. 1992 aus dem Denkmalverzeichnis gestrichen.                           | 34311457 | BW   |

## Armsen

### Einzelbaudenkmale
| Lage                                              | Bezeichnung              | Beschreibung                                                               | ID       | Bild |
| ------------------------------------------------- | ------------------------ | -------------------------------------------------------------------------- | -------- | ---- |
| Alte Eichen 1 52° 53′ 39″ N, 9° 20′ 13″ O         | Wohn-/Wirtschaftsgebäude | 1862 errichtetes hallenhausähnliches Ziegelgebäude.                        | 34312199 | BW   |
| Alte Eichen 18 52° 53′ 32″ N, 9° 20′ 2″ O         | Wohn-/Wirtschaftsgebäude | Mitte des 19. Jahrhunderts errichtetes Zweiständer-Hallenhaus.             | 34312175 | BW   |
| Armsener Dorfstraße 22 52° 53′ 44″ N, 9° 20′ 9″ O | Wohn-/Wirtschaftsgebäude | 1907 errichtetes hallenhausähnliches Ziegelgebäude unter einem Satteldach. | 34313015 | BW   |

### Ehemalige Denkmale
| Lage                                              | Bezeichnung              | Beschreibung | ID       | Bild |
| ------------------------------------------------- | ------------------------ | --- | -------- | ---- |
| Armsener Dorfstraße 2 52° 53′ 55″ N, 9° 19′ 42″ O | Wohn-/Wirtschaftsgebäude | 1873 errichtetes hallenhausähnliches Ziegelgebäude unter einem Halbwalmdach. 1994 aus dem Denkmalverzeichnis gestrichen. | 34312988 | BW   |

## Bendingbostel

### Einzeldenkmal
| Lage                                               | Bezeichnung | Beschreibung                                                                         | ID       | Bild |
| -------------------------------------------------- | ----------- | ------------------------------------------------------------------------------------ | -------- | ---- |
| Beetenbornstraße (K22) 52° 57′ 29″ N, 9° 24′ 12″ O | Monument    | 1858 errichtete Sandsteinstele für den Staatsminister a. D. Freiherr von Hammerstein | 34312055 |      |

## Brunsbrock

### Gruppe: Mühlengehöft Schmomühlen
Die Gruppe „Mühlengehöft Schmomühlen“ ist eine Hofanlage mit Holländerwindmühle und hat die ID 51747540.

| Lage                                               | Bezeichnung              | Beschreibung | ID       | Bild |
| -------------------------------------------------- | ------------------------ | --- | -------- | ---- |
| Schmomühlener Straße 7 52° 57′ 21″ N, 9° 22′ 40″ O | Windmühle                | Die 1848 errichtete achteckige Galerie-Holländerwindmühle ruht auf dem Backsteinsockelgeschoss mit drei Böden in Fachwerk                                                   | 34311709 |      |
| Schmomühlener Straße 7 52° 57′ 23″ N, 9° 22′ 41″ O | Wohnhaus                 | Das Backsteingebäude wurde nach dem Entwurf des Zimmermeisters Johann Gätze 1923 bis 1924 unter einem Halbwalmdach mit einem Mittelrisalit unter einem Satteldach errichtet | 51539490 | BW   |
| Schmomühlener Straße 9 52° 57′ 23″ N, 9° 22′ 43″ O | Wohn-/Wirtschaftsgebäude | 1849 errichtetes Vierständer-Hallenhaus. Wohnhaus des Müllers und heute Kulturzentrum (Müllerhaus).                                                                         | 34311734 |      |

### Einzelbaudenkmale
| Lage                                        | Bezeichnung              | Beschreibung | ID       | Bild           |
| ------------------------------------------- | ------------------------ | --- | -------- | -------------- |
| Lerchenstraße 4 52° 57′ 23″ N, 9° 23′ 38″ O | Wohnhaus                 | 1867 wurde das Pfarrhaus als eingeschossiges Fachwerkgebäude unter einem Krüppelwalmdach mit einem Zwerchhaus errichtet.   | 34312030 | BW             |
| Lerchenstraße 5 52° 57′ 23″ N, 9° 23′ 36″ O | Kirche                   | Die Ende des 19. Jahrhunderts errichtete Saalkirche St. Matthäus gehört zur Selbständigen Evangelisch-Lutherischen Kirche. | 34312006 | Weitere Bilder |
| Drosselweg 2 52° 56′ 43″ N, 9° 23′ 38″ O    | Wohn-/Wirtschaftsgebäude | 1799 errichtetes Zweiständer-Hallenhaus                                                                                    | 34312103 | BW             |

### Ehemaliges Denkmal
| Lage                                              | Bezeichnung | Beschreibung                                                                                               | ID       | Bild |
| ------------------------------------------------- | ----------- | --- | -------- | ---- |
| Huxhall 1 (Birkenweg) 52° 56′ 53″ N, 9° 23′ 20″ O | Scheune     | Um 1750 erbaute Längsdurchfahrtscheune in Fachwerkbauweise unter einem Krüppelwalmdach. Vor 2007 zerstört. | 34312079 | BW   |

## Heins: Groß Heins und Klein Heins

### Einzelbaudenkmale
| Lage                                               | Bezeichnung              | Beschreibung | ID       | Bild |
| -------------------------------------------------- | ------------------------ | --- | -------- | ---- |
| Klein Heinser Straße 2 52° 56′ 37″ N, 9° 25′ 36″ O | Wohnhaus                 | Das ehemalige Häuslingshaus wurde Anfang des 19. Jahrhunderts als Fachwerkgebäude unter einem Krüppelwalmdach auf einem Quadersockel erbaut | 34311957 | BW   |
| Heinser Dorfstraße 3 52° 55′ 35″ N, 9° 26′ 22″ O   | Wohn-/Wirtschaftsgebäude | 1747 errichtetes Zweiständer-Hallenhaus | 34311932 | BW   |

## Holtum (Geest)

### Gruppe: Halbmeierhof Harms
Die Gruppe „Halbmeierhof Harms“ ist eine niederdeutsche Hofanlage aus dem 18./19. Jahrhundert und gemauerter Einfriedung mit altem Baumbestand und hat die ID 34305821.

| Lage                                               | Bezeichnung              | Beschreibung | ID       | Bild |
| -------------------------------------------------- | ------------------------ | --- | -------- | ---- |
| Holtumer Dorfstraße 12 52° 59′ 32″ N, 9° 17′ 47″ O | Wohn-/Wirtschaftsgebäude | Laut Inschrift 1789 errichtetes Zweiständergebäude mit Backsteinausfachungen unter Halbwalmdach in Reetdeckung. | 34311609 | BW   |
| Holtumer Dorfstraße 12 52° 59′ 31″ N, 9° 17′ 47″ O | Stall                    | Im 18. Jahrhundert errichteter Schafstall in Wandständerbauweise mit Remise unter einem Krüppelwalmdach.        | 34312647 | BW   |
| Holtumer Dorfstraße 12 52° 59′ 31″ N, 9° 17′ 46″ O | Backhaus                 | Im 18. Jahrhundert errichtetes eingeschossiges Fachwerkgebäude unter einem Satteldach.                          | 48961005 | BW   |

### Gruppe: Mühlenhof
Die Gruppe „Mühlenhof“ umfasst die Hofanlage um die Mühle mit der historischen Hofpflasterung aus der Zeit um 1900 und hat die ID 34305885.

| Lage                                                            | Bezeichnung        | Beschreibung                                                | ID       | Bild |
| --------------------------------------------------------------- | ------------------ | ----------------------------------------------------------- | -------- | ---- |
| Holtumer Dorfstraße 31 52° 59′ 38″ N, 9° 18′ 15″ O              | Windmühle          | Galerie-Holländerwindmühle auf einem Stumpf von 1862        | 34313349 | BW   |
| Holtumer Dorfstraße 40 (vormals 31) 52° 59′ 38″ N, 9° 18′ 14″ O | Wirtschaftsgebäude | Um 1900 errichtetes Wirtschaftsgebäude. Erheblich umgebaut. | 34313397 | BW   |

### Einzelbaudenkmale
| Lage                                               | Bezeichnung              | Beschreibung | ID       | Bild |
| -------------------------------------------------- | ------------------------ | --- | -------- | ---- |
| Am Holtumer Schulhof 52° 59′ 43″ N, 9° 17′ 54″ O   | Glockenturm              | 1891 errichteter freistehender Turm | 34311685 | BW   |
| Damm 2 52° 59′ 42″ N, 9° 17′ 52″ O                 | Wohn-/Wirtschaftsgebäude | 1830 errichtetes Zweiständer-Hallenhaus | 34311660 | BW   |
| Eversener Straße 1 52° 59′ 37″ N, 9° 17′ 53″ O     | Wohn-/Wirtschaftsgebäude | 1819 errichtetes Zweiständer-Hallenhaus unter einem Krüppelwalmdach, dessen Innengerüst auf 1558 datiert werden kann. Das Dach wurde 1915 erneuert. | 34311635 | BW   |
| Holtumer Dorfstraße 18 52° 59′ 32″ N, 9° 17′ 51″ O | Wohn-/Wirtschaftsgebäude | Auf 1651 (spätestens auf die erste Hälfte des 18. Jahrhunderts) datiertes Zweiständer-Fachwerkgebäude                                               | 34311041 | BW   |
| Wedehof 53° 0′ 19″ N, 9° 19′ 24″ O                 | Brücke                   | 1921 errichtete Eisenbahnbrücke für die Bahnstrecke 1745 von Verden (Aller) nach Rotenburg (Wümme) aus Beton.                                       | 52295924 | BW   |
| Am Holtumer Moor 52° 59′ 44″ N, 9° 18′ 58″ O       | Brücke                   | 1920 errichtete Eisenbahnbrücke für die Bahnstrecke 1745 von Verden (Aller) nach Rotenburg (Wümme) in Gestalt einer Betongewölbebrücke.             | 52295605 | BW   |

## Kreepenund Brammer

### Einzelbaudenkmale
| Lage                                              | Bezeichnung | Beschreibung                                                                                 | ID       | Bild |
| ------------------------------------------------- | ----------- | -------------------------------------------------------------------------------------------- | -------- | ---- |
| Brammer Dorfstraße 1 52° 58′ 23″ N, 9° 20′ 23″ O  | Speicher    | Das Fachwerkgebäude unter einem Satteldach wurde 1789 errichtet.                             | 34311758 | BW   |
| Brammer Hauptstraße 2 52° 58′ 24″ N, 9° 20′ 33″ O | Scheune     | Im 18. Jahrhundert errichtete Fachwerkkornscheune unter einem Satteldach mit Querdurchfahrt. | 34312680 | BW   |

## Kükenmoor

### Einzelbaudenkmal
| Lage                                                 | Bezeichnung              | Beschreibung                                    | ID       | Bild |
| ---------------------------------------------------- | ------------------------ | ----------------------------------------------- | -------- | ---- |
| Kükenmoorer Dorfstraße 2 52° 55′ 45″ N, 9° 23′ 14″ O | Wohn-/Wirtschaftsgebäude | 1703 errichtetes Hallenhaus in Fachwerkbauweise | 34312807 | BW   |

## Luttum

### Einzelbaudenkmal
| Lage                                              | Bezeichnung | Beschreibung                                                        | ID       | Bild |
| ------------------------------------------------- | ----------- | ------------------------------------------------------------------- | -------- | ---- |
| Luttumer Dorfstraße 5 52° 53′ 58″ N, 9° 18′ 15″ O | Speicher    | Das Fachwerkgebäude unter einem Satteldach wurde um 1700 errichtet. | 34312151 | BW   |

## Neddenaverbergenmit Lehringen

### Einzelbaudenkmale
| Lage                                                                 | Bezeichnung              | Beschreibung | ID       | Bild |
| -------------------------------------------------------------------- | ------------------------ | --- | -------- | ---- |
| Diekstraße 4 52° 53′ 5″ N, 9° 21′ 25″ O                              | Scheune                  | Um 1700 errichtete Fachwerkscheune mit einer Längsdurchfahrt unter einem Walmdach. Der Westgiebel wurde im 18. Jahrhundert verändert. | 34312223 | BW   |
| Diekstraße 12 52° 52′ 59″ N, 9° 21′ 28″ O                            | Speicher                 | Auf 1783 datiertes Fachwerkgebäude auf einem Feldsteinsockel unter einem Satteldach.                                                  | 34312247 | BW   |
| Armsener Straße 4 52° 53′ 14″ N, 9° 21′ 34″ O                        | Wohn-/Wirtschaftsgebäude | 1798 errichtetes Zweiständer-Hallenhaus, das früher als Dorfschule genutzt wurde.                                                     | 34312393 | BW   |
| Lehringen 6 52° 53′ 7″ N, 9° 23′ 13″ O                               | Wohn-/Wirtschaftsgebäude | 1832 errichtetes Zweiständer-Hallenhaus                                                                                               | 34312417 | BW   |
| Flotstraße 14 (früher: Michaelisstraße 6) 52° 53′ 6″ N, 9° 21′ 45″ O | Wohn-/Wirtschaftsgebäude | Hallenhausähnliches Ziegelgebäude, dessen Giebel auf 1881 datiert wird.                                                               | 34312319 | BW   |
| Neddener Dorfstraße 8 52° 53′ 9″ N, 9° 21′ 33″ O                     | Wohn-/Wirtschaftsgebäude | Laut Inschrift 1859 errichtetes Backsteingebäude unter einem Krüppelwalmdach                                                          | 34313040 | BW   |
| Neddener Dorfstraße 8 52° 53′ 10″ N, 9° 21′ 34″ O                    | Scheune                  | Um 1850 errichtete Fachwerkscheune unter einem Satteldach mit Quereinfahrten                                                          | 48949045 | BW   |
| Neddener Dorfstraße 8 52° 53′ 8″ N, 9° 21′ 34″ O                     | Backhaus                 | Nach 1900 errichtetes Backsteingebäude unter einem Satteldach.                                                                        | 48956037 | BW   |
| Sprenkampsweg 6/8 52° 53′ 8″ N, 9° 21′ 53″ O                         | Wohn-/Wirtschaftsgebäude | Auf 1829 datiertes Zweiständer-Hallenhaus.                                                                                            | 34312295 | BW   |
| Trahe 52° 53′ 18″ N, 9° 21′ 46″ O                                    | Friedhof                 | Friedhof mit zahlreichen Grabmalen (häufig Sandstein) der zweiten Hälfte des 19. Jahrhunderts.                                        | 34312344 | BW   |
| Trahe 1 52° 53′ 16″ N, 9° 21′ 48″ O                                  | Wohn-/Wirtschaftsgebäude | In der zweiten Hälfte des 19. Jahrhunderts errichtetes Zweiständer-Hallenhaus unter einem Halbwalmdach.                               | 34312368 | BW   |
| Vor den Höfen (Lehringen 15) 52° 52′ 54″ N, 9° 23′ 48″ O             | Speicher                 | 1690 errichtetes Fachwerkgebäude | 34311071 | BW   |
| Vor den Höfen 4 52° 52′ 56″ N, 9° 24′ 1″ O                           | Speicher                 | 1678 errichtetes zweigeschossiges Fachwerkgebäude                                                                                     | 34312481 | BW   |

### Ehemalige Gruppe: Hofanlage Nr. 4
Die ehemalige Gruppe baulicher Anlagen, die Hofanlage Nr. 4, hat die ID 52984003 und wurde 2023 insgesamt aus dem Denkmalverzeichnis gestrichen.

| Lage                                             | Bezeichnung              | Beschreibung | ID       | Bild |
| ------------------------------------------------ | ------------------------ | --- | -------- | ---- |
| Neddener Dorfstraße 4 52° 53′ 8″ N, 9° 21′ 26″ O | Wohn-/Wirtschaftsgebäude | 1859 errichtetes eingeschossiges Backsteingebäude unter einem Halbwalmdach mit Zwerchhaus von 1900.                 | 34314337 | BW   |
| Neddener Dorfstraße 4 52° 53′ 8″ N, 9° 21′ 24″ O | Wirtschaftsgebäude       | Zum Ende des 19. Jahrhunderts errichtete eingeschossige Backsteinscheune mit Schweinestall unter einem Halbwalmdach | 52658628 | BW   |
| Neddener Dorfstraße 4 52° 53′ 9″ N, 9° 21′ 26″ O | Wirtschaftsgebäude       | Laut Inschrift 1922 errichtete eingeschossige Fachwerkscheune mit Querdurchfahrt unter einem Satteldach.            | 52985563 | BW   |

### Ehemalige Gruppe: In den Sandteilen 10
Die ehemalige Gruppe baulicher Anlagen „In den Sandteilen 10“ hat die ID 34305838 und wurde 2008 insgesamt aus dem Denkmalverzeichnis gestrichen.

| Lage                                             | Bezeichnung              | Beschreibung                                                | ID       | Bild |
| ------------------------------------------------ | ------------------------ | ----------------------------------------------------------- | -------- | ---- |
| In den Sandteilen 10 52° 53′ 10″ N, 9° 21′ 56″ O | Wohn-/Wirtschaftsgebäude | 1830 errichtetes Zweiständer-Fachhallenhaus mit Reetdeckung | 34312832 | BW   |
| In den Sandteilen 10 52° 53′ 10″ N, 9° 21′ 56″ O | Wirtschaftsgebäude       | Stallanbau                                                  | 34312859 | BW   |

### Ehemalige Gruppe: Hofanlage Sprenkampsweg 56
Die ehemalige Gruppe baulicher Anlagen „Hofanlage Sprenkampsweg 56“ hat die ID 34305716 und wurde 1990 aus dem Denkmalverzeichnis gestrichen.

| Lage                                        | Bezeichnung              | Beschreibung                                                                        | ID       | Bild |
| ------------------------------------------- | ------------------------ | ----------------------------------------------------------------------------------- | -------- | ---- |
| Sprenkampsweg 56 52° 53′ 8″ N, 9° 22′ 27″ O | Wohn-/Wirtschaftsgebäude | Auf 1844 datiertes Fachhallenhaus. 1989 aus dem Denkmalverzeichnis gestrichen.      | 34310989 | BW   |
| Sprenkampsweg 56 52° 53′ 8″ N, 9° 22′ 27″ O | Nebengebäude             | Anbau für das Wohn-/Wirtschaftsgebäude. 1989 aus dem Denkmalverzeichnis gestrichen. | 34311017 | BW   |
| Sprenkampsweg 56 52° 53′ 8″ N, 9° 22′ 27″ O | Nebengebäude             | Anbau für das Wohn-/Wirtschaftsgebäude. 1989 aus dem Denkmalverzeichnis gestrichen. | 34312761 | BW   |

### Ehemalige Baudenkmale
| Lage                                     | Bezeichnung         | Beschreibung | ID       | Bild |
| ---------------------------------------- | ------------------- | --- | -------- | ---- |
| Flotstraße 12 52° 53′ 5″ N, 9° 21′ 41″ O | Speicher            | Ende des 17. Jahrhunderts errichtetes zweigeschossiges Fachwerkgebäude mit verbrettertem Erdgeschoss. Vor 2007 abgebrochen. | 34312271 | BW   |
| Lehringen 1 52° 52′ 56″ N, 9° 24′ 34″ O  | Remise              | 1988 aus dem Denkmalverzeichnis gestrichen.                                                                                 | 34312505 | BW   |
| Trahe 52° 53′ 19″ N, 9° 21′ 48″ O        | Transformatorenturm | 1912 erbaute Transformatorenturm, später Umnutzung zum Glockenturm und Uhrenturm seit 1989                                  | 34312505 | BW   |

## Otersen

### Gruppe: Hofanlage Eschweg 17
Die Gruppe „Hofanlage Eschweg 17“ ist aus translozierten Gebäuden entstanden und hat die ID 34305901.

| Lage                                       | Bezeichnung                          | Beschreibung | ID       | Bild |
| ------------------------------------------ | ------------------------------------ | --- | -------- | ---- |
| Eschweg 17 52° 50′ 44″ N, 9° 20′ 38″ O     | Wohn-/Wirtschaftsgebäude mit Brunnen | 1688 errichtetes Zweiständerhaus unter einem Krüppelwalmdach und einer Brunneneinfassung aus Sandstein. Um 1850 stark umgebaut. 1982 hierher transloziert.               | 34313460 | BW   |
| Eschweg 17/17a 52° 50′ 43″ N, 9° 20′ 38″ O | Scheune                              | Ende des 17. Jahrhunderts erbaute Quereinfahrtscheune in Fachwerkbauweise unter einem Satteldach. Wohl auch 1982 hierher transloziert.                                   | 34313488 | BW   |
| Eschweg 17a 52° 50′ 43″ N, 9° 20′ 36″ O    | Backhaus                             | Im 18. Jahrhundert errichtetes eingeschossiges Fachwerkgebäude unter einem Satteldach. Anbauten aus der ersten Hälfte des 20. Jahrhunderts. Später hierher transloziert. | 34314359 | BW   |
| Eschweg 17 52° 50′ 44″ N, 9° 20′ 38″ O     | Backhaus                             | Im 18. Jahrhundert errichtetes eingeschossiges Fachwerkgebäude unter einem Satteldach. Später hierher transloziert. Aus dem Denkmalverzeichnis 2021 gestrichen.          | 34314359 | BW   |

### Gruppe: Hofanlage Fährstraße 16 (eigentlich: Fährstraße 8/10)
Die Gruppe „Hofanlage Fährstraße 16“ (eigentlich Fährstraße 8/10) ist eine Hofanlage des 18./19. Jahrhunderts und hat die ID 34305870.

| Lage                                      | Bezeichnung              | Beschreibung                                                                                          | ID       | Bild |
| ----------------------------------------- | ------------------------ | --- | -------- | ---- |
| Fährstraße 10 52° 50′ 35″ N, 9° 20′ 37″ O | Wohn-/Wirtschaftsgebäude | 1884 errichtetes Ziegelgebäude mit Ornamentik                                                         | 34312884 | BW   |
| Fährstraße 10 52° 50′ 35″ N, 9° 20′ 40″ O | Scheune                  | Im 18. Jahrhundert errichtete Fachwerkscheune mit Längsdurchfahrt                                     | 34312910 | BW   |
| Fährstraße 8 52° 50′ 34″ N, 9° 20′ 39″ O  | Wohnhaus                 | Um 1800 wohl als Schafstall errichtetes Fachwerkgebäude, das später zum Häuslingshaus umgebaut wurde. | 34312936 | BW   |

### Gruppe: Ortskern Otersen
Die Gruppe „Ortskern Otersen“ entstand nach Feuersbrünsten von 1706 und 1725 und hat die ID 34305917.

| Lage                                                 | Bezeichnung              | Beschreibung | ID       | Bild |
| ---------------------------------------------------- | ------------------------ | --- | -------- | ---- |
| Fährstraße 1 52° 50′ 31″ N, 9° 20′ 41″ O             | Wohn-/Wirtschaftsgebäude | 1845 errichtetes Zweiständer-Hallenhaus unter einem Halbwalmdach                                                                                        | 34313544 | BW   |
| Fährstraße 1 52° 50′ 31″ N, 9° 20′ 43″ O             | Scheune                  | 1785 errichtete Fachwerkscheune unter einem Satteldach                                                                                                  | 34313569 | BW   |
| Fährstraße 1 52° 50′ 32″ N, 9° 20′ 41″ O             | Scheune                  | Im 19. Jahrhundert errichtete Fachwerkscheune | 34313595 | BW   |
| Fährstraße 1 52° 50′ 32″ N, 9° 20′ 39″ O             | Nebengebäude             | Im 19. Jahrhundert errichtetes Wirtschaftsgebäude. | 34313621 | BW   |
| Fährstraße 1 52° 50′ 32″ N, 9° 20′ 43″ O             | Tor                      | historisches Tor mit Mauer | 34314385 | BW   |
| Fährstraße 1 52° 50′ 32″ N, 9° 20′ 43″ O             | Tor                      | historisches Tor mit Mauer | 34314385 | BW   |
| Fährstraße 1 52° 50′ 32″ N, 9° 20′ 42″ O             | Baumbestand              | alter Baumbestand | 34314409 | BW   |
| Fährstraße 1 52° 50′ 32″ N, 9° 20′ 42″ O             | Pflaster                 | Mit einem Kopfsteinpflaster realisierte Zufahrt | 34313646 | BW   |
| Otersener Dorfstraße 2 52° 50′ 31″ N, 9° 20′ 46″ O   | Wohn-/Wirtschaftsgebäude | 1686 errichtetes Fachwerkgebäude unter Voll- und Halbwalmdach                                                                                           | 34313671 | BW   |
| Otersener Dorfstraße 4 52° 50′ 28″ N, 9° 20′ 48″ O   | Wohn-/Wirtschaftsgebäude | Auf 1725 datiertes Zweiständer-Hallengebäude unter einem Halbwalmdach                                                                                   | 34313276 | BW   |
| Otersener Dorfstraße 4 52° 50′ 29″ N, 9° 20′ 50″ O   | Scheune                  | Im 18. Jahrhundert errichtete Fachwerkscheune mit Längsdurchfahrt unter einem Halbwalmdach                                                              | 34313300 | BW   |
| Otersener Dorfstraße 4 52° 50′ 29″ N, 9° 20′ 50″ O   | Pflaster                 | historische Hofzufahrt mit Feldsteinen gepflastert und Hoftor                                                                                           | 34313697 | BW   |
| Otersener Dorfstraße 6 52° 50′ 27″ N, 9° 20′ 48″ O   | Wohn-/Wirtschaftsgebäude | Nach der Inschrift 1725 errichtetes Zweiständergebäude unter einem Halbwalmdach, das 1850 umgebaut wurde. Daneben eine Brunnen mit Sandsteineinfassung. | 34313722 | BW   |
| Otersener Dorfstraße 6 52° 50′ 28″ N, 9° 20′ 51″ O   | Pflaster                 | Um 1850 wurde die Hofzufahrt durch ein Tor mit einem Kopfsteinpflaster angelegt                                                                         | 34313748 | BW   |
| Otersener Dorfstraße 10 52° 50′ 26″ N, 9° 20′ 51″ O  | Wohn-/Wirtschaftsgebäude | Auf 1725 datiertes Zweiständer-Hallenhaus unter einem Halbwalmdach                                                                                      | 34313772 | BW   |
| Otersener Dorfstraße 10 52° 50′ 27″ N, 9° 20′ 52″ O  | Pflaster                 | Die Hofzufahrt erfolgt durch ein Tor über ein Kopfsteinpflaster, das von altem Baumbestand eingehegt wird.                                              | 34313799 | BW   |
| Otersener Dorfstraße 12 52° 50′ 26″ N, 9° 20′ 52″ O  | Wohn-/Wirtschaftsgebäude | 1725 errichtetes Zweiständergebäude unter einem Halbwalmdach. Im 19. Jahrhundert modernisiert.                                                          | 34313223 | BW   |
| Otersener Dorfstraße 12 52° 50′ 26″ N, 9° 20′ 52″ O  | Wohn-/Wirtschaftsgebäude | 1725 errichtetes Zweiständergebäude unter einem Halbwalmdach. Im 19. Jahrhundert modernisiert.                                                          | 34313223 | BW   |
| Otersener Dorfstraße 12 52° 50′ 26″ N, 9° 20′ 54″ O  | Altenteil-Gebäude        | 1840 errichtetes eingeschossiges Fachwerkgebäude unter einem Halbwalmdach mit einer Querdurchfahrt                                                      | 34313250 | BW   |
| Otersener Dorfstraße 12 52° 50′ 26″ N, 9° 20′ 53″ O  | Scheune                  | In der ersten Hälfte des 20. Jahrhunderts errichtetes eingeschossige Backsteinscheune mit Längs- und Querdurchfahrt unter einem Satteldach.             | 53814361 | BW   |
| Otersener Dorfstraße 12 52° 50′ 26″ N, 9° 20′ 54″ O  | Zufahrt                  | Um 1900 gestaltete Hofzufahrt mit Tor und Feldsteinpflasterung                                                                                          | 34313823 | BW   |
| Otersener Dorfstraße 14 52° 50′ 24″ N, 9° 20′ 52″ O  | Wohn-/Wirtschaftsgebäude | 1885 errichtetes Backsteingebäude unter einem Satteldach.                                                                                               | 34313117 | BW   |
| Otersener Dorfstraße 14a 52° 50′ 25″ N, 9° 20′ 54″ O | Scheune                  | In der ersten Hälfte des 18. Jahrhunderts errichtete Dreiständerscheune unter einem Halbwalmdach.                                                       | 34313145 | BW   |
| Otersener Dorfstraße 14 52° 50′ 24″ N, 9° 20′ 54″ O  | Pflaster                 | Hofzufahrt mit Feldsteinpflasterung | 34313847 | BW   |
| Otersener Dorfstraße 20 52° 50′ 22″ N, 9° 20′ 55″ O  | Wohn-/Wirtschaftsgebäude | 1725 errichtetes Zweiständergebäude. | 34313871 | BW   |
| Otersener Dorfstraße 20 52° 50′ 22″ N, 9° 20′ 59″ O  | Scheune                  | Im 18. Jahrhundert errichtete Fachwerkscheune | 34313898 | BW   |
| Otersener Dorfstraße 20 52° 50′ 22″ N, 9° 20′ 58″ O  | Zufahrt                  | Hofzufahrt mit Feldsteinpflasterung, Hoftor und altem Baumbestand                                                                                       | 34313924 | BW   |
| Otersener Dorfstraße 26 52° 50′ 18″ N, 9° 21′ 1″ O   | Wohn-/Wirtschaftsgebäude | 1884 errichtetes eingeschossiges Backsteingebäude mit Zwerchhaus unter einem Satteldach.                                                                | 34313170 | BW   |
| Otersener Dorfstraße 26 52° 50′ 18″ N, 9° 20′ 59″ O  | Speicher                 | Ende des 18. Jahrhunderts errichteter Fachwerkspeicher unter einem Satteldach. 2007 aus der Denkmalliste gestrichen.                                    | 34313198 | BW   |
| Otersener Dorfstraße 26 52° 50′ 18″ N, 9° 21′ 3″ O   | Pflaster                 | historische Hofpflasterung | 53529320 | BW   |
| Otersener Dorfstraße 28 52° 50′ 16″ N, 9° 21′ 2″ O   | Wohn-/Wirtschaftsgebäude | 1725 errichtetes Zweiständer-Fachwerkgebäude unter einem Halbwalmdach. Stark verändert.                                                                 | 34313948 | BW   |
| Otersener Dorfstraße 28 52° 50′ 17″ N, 9° 21′ 2″ O   | Nebengebäude             | Im 18. Jahrhundert errichtetes Fachwerkgebäude unter einem Satteldach.                                                                                  | 34313975 | BW   |
| Otersener Dorfstraße 30 52° 50′ 14″ N, 9° 21′ 2″ O   | Wohn-/Wirtschaftsgebäude | 1749 errichtetes Zweiständer-Fachwerkgebäude unter einem Halbwalmdach.                                                                                  | 34314001 | BW   |
| Otersener Dorfstraße 30 52° 50′ 16″ N, 9° 21′ 3″ O   | Zufahrt                  | Hofzufahrt mit Feldsteinpflasterung | 34314027 | BW   |

### Einzelbaudenkmale
Ein nicht lokalisierbarer Grenzstein aus dem 18. Jahrhundert mit beidseitigem Relief (Springendes Pferd, Verden/Hannover) hat die ID 34317285.

| Lage                                   | Bezeichnung        | Beschreibung | ID       | Bild |
| -------------------------------------- | ------------------ | --- | -------- | ---- |
| Fährstraße 52° 50′ 33″ N, 9° 20′ 38″ O | Kriegsgräberstätte | 1950 errichtetes Ehrenmal zum Gedenken an die Gefallenen und Vermissten der Ortschaft Otersen mit ca. 30 Gräbern. | 53261125 | BW   |

### Ehemaliges Gruppendenkmal: Hofanlage Eschweg 7
Die ehemalige Gruppe „Hofanlage Eschweg 7“ wurde 2005 insgesamt mit allen Gebäuden aus dem Denkmalverzeichnis gestrichen und hat die ID 34306592.

| Lage                                  | Bezeichnung              | Beschreibung                                                                  | ID       | Bild |
| ------------------------------------- | ------------------------ | ----------------------------------------------------------------------------- | -------- | ---- |
| Eschweg 7 52° 50′ 38″ N, 9° 20′ 38″ O | Wohn-/Wirtschaftsgebäude | 1725 errichtetes Zweiständer-Hallenhaus unter einem Halbwalmdach.             | 34314179 | BW   |
| Eschweg 7 52° 50′ 38″ N, 9° 20′ 39″ O | Stall                    | Anfang des 19. Jahrhunderts errichteter Ziegelfachwerkbau.                    | 34314208 | BW   |
| Eschweg 7 52° 50′ 38″ N, 9° 20′ 40″ O | Scheune                  | Mitte des 19. Jahrhunderts errichtete Fachwerkscheune unter einem Satteldach. | 34314235 | BW   |

### Ehemalige Denkmale
| Lage                                               | Bezeichnung              | Beschreibung                                                                 | ID       | Bild |
| -------------------------------------------------- | ------------------------ | ---------------------------------------------------------------------------- | -------- | ---- |
| Otersener Dorfstraße 32 52° 50′ 13″ N, 9° 21′ 4″ O | Wohn-/Wirtschaftsgebäude | 1797 errichtetes Fachwerkgebäude unter einem Krüppelwalmdach. 2008 zerstört. | 34314051 | BW   |

## Schafwinkelmit Odeweg

### Einzelbaudenkmal
| Lage                                   | Bezeichnung | Beschreibung | ID       | Bild |
| -------------------------------------- | ----------- | --- | -------- | ---- |
| Im Busch 3 52° 58′ 31″ N, 9° 26′ 11″ O | Speicher    | Auf Feldsteinen aufgestellte pyramidenförmigen Pfeiler, die den Fachwerk-Kornspeicher tragen. Errichtet im frühen 18. Jahrhundert. | 34312127 | BW   |

## Sehlingen: Groß Sehlingen und Klein Sehlingen

### Einzeldenkmale
| Lage                                              | Bezeichnung              | Beschreibung                                                | ID       | Bild |
| ------------------------------------------------- | ------------------------ | ----------------------------------------------------------- | -------- | ---- |
| Im weißen Felde 5 52° 58′ 41″ N, 9° 24′ 24″ O     | Wohn-/Wirtschaftsgebäude | 1837 errichtetes Zweiständer-Hallenhaus in Fachwerkbauweise | 34311806 | BW   |
| Sehlinger Dorfstraße 7 52° 58′ 15″ N, 9° 23′ 0″ O | Wohn-/Wirtschaftsgebäude | 1817 errichtetes Zweiständer-Hallenhaus in Fachwerkbauweise | 34311782 | BW   |

## Stemmen

### Gruppe: Stemmener Mühle
Die Gruppe „Stemmener Mühle“ liegt am Fluss Lehrde und wurde bereits im 11. Jahrhundert erwähnt. Sie hat die ID 38558497.

| Lage                                                | Bezeichnung | Beschreibung                                                                       | ID       | Bild |
| --------------------------------------------------- | ----------- | ---------------------------------------------------------------------------------- | -------- | ---- |
| Stemmener Dorfstraße 10 52° 51′ 59″ N, 9° 22′ 29″ O | Wassermühle | 1898 errichtetes dreigeschossiges Mühlengebäude mit Drempel unter einem Satteldach | 34312620 | BW   |
| Stemmener Dorfstraße 10 52° 51′ 59″ N, 9° 22′ 30″ O | Mühlenwehr  | Im 19. Jahrhundert errichtetes vierteiliges hölzernes Gleitgeschützwehr.           | 38556186 | BW   |
| (Stemmener Dorfstraße) 52° 51′ 59″ N, 9° 22′ 30″ O  | Mühlenteich | Aufgestauter Mühlteich                                                             | 53901606 | BW   |

### Einzeldenkmale
| Lage                                               | Bezeichnung              | Beschreibung                                                                            | ID       | Bild |
| -------------------------------------------------- | ------------------------ | --------------------------------------------------------------------------------------- | -------- | ---- |
| Stemmener Dorfstraße 6 52° 51′ 57″ N, 9° 22′ 26″ O | Wohn-/Wirtschaftsgebäude | Laut Inschrift 1857 errichtetes traufständiges Backsteingebäude unter einem Satteldach. | 49339113 | BW   |
| Grafel 1 52° 52′ 30″ N, 9° 23′ 24″ O               | Speicher                 | 1766 errichtetes zweigeschossiges Fachwerkgebäude unter einem Satteldach.               | 34312529 | BW   |

### Ehemalige Baudenkmale
| Lage                                                | Bezeichnung              | Beschreibung | ID       | Bild |
| --------------------------------------------------- | ------------------------ | --- | -------- | ---- |
| Grafel 1 52° 52′ 26″ N, 9° 23′ 25″ O                | Stall                    | 1665 errichtetes Fachwerkgebäude mit zwei Längsdurchfahrten, 1736 umgebaut. 2007 abgebrochen und aus dem Denkmalverzeichnis gestrichen. | 34312450 | BW   |
| Stemmener Dorfstraße 7 52° 51′ 56″ N, 9° 22′ 23″ O  | Wohn-/Wirtschaftsgebäude | 1857 errichtetes hallenhausähnliches Ziegelgebäude unter einem Satteldach. 2021 aus dem Denkmalverzeichnis gestrichen.                  | 34313092 | BW   |
| Stemmener Dorfstraße 13 52° 51′ 56″ N, 9° 22′ 26″ O | Wohn-/Wirtschaftsgebäude | 1855 errichtetes Vierständer-Hallenhaus. 2008 abgebrochen und aus dem Denkmalverzeichnis gestrichen.                                    | 34313066 | BW   |

## Weitzmühlen

### Gruppe: Hofanlage Ramelsen
Die Gruppe „Hofanlage Ramelsen“ ist eine typische niederdeutsche Hofanlage des 18./19. Jahrhunderts und hat die ID 34305788.

| Lage                                   | Bezeichnung              | Beschreibung | ID       | Bild |
| -------------------------------------- | ------------------------ | --- | -------- | ---- |
| Ramelsen 1 52° 55′ 29″ N, 9° 20′ 46″ O | Wohn-/Wirtschaftsgebäude | 1808 errichtetes Zweiständer-Hallenhaus, dessen Innengerüst von 1639 stammt                                            | 34311830 | BW   |
| Ramelsen 1 52° 55′ 29″ N, 9° 20′ 48″ O | Scheune                  | Die Fachwerkscheune mit einer Längsdurchfahrt auf einem Feldsteinsockel unter einem Halbwalmdach wurde 1787 errichtet. | 34311856 | BW   |
| Ramelsen 1 52° 55′ 30″ N, 9° 20′ 47″ O | Stall                    | 1828 errichtetes Fachwerkgebäude unter einem Halbwalmdach.                                                             | 34311882 | BW   |
| Ramelsen 1 52° 55′ 29″ N, 9° 20′ 47″ O | Brunnen                  | Ende des 18. Jahrhunderts errichteter Ziehbrunnen mit einer Sandsteineinfassung                                        | 34311907 | BW   |
| Ramelsen 1 52° 55′ 30″ N, 9° 20′ 46″ O | Grabsteine               | Mehrere Grabsteine der Familie im Gedenken aufgestellt.                                                                | 38269670 | BW   |

### Einzelbaudenkmal
| Lage                                                   | Bezeichnung              | Beschreibung                                                              | ID       | Bild |
| ------------------------------------------------------ | ------------------------ | ------------------------------------------------------------------------- | -------- | ---- |
| Weitzmühlener Dorfstraße 33 52° 55′ 8″ N, 9° 18′ 28″ O | Wohn-/Wirtschaftsgebäude | 1875 errichtetes hallenhausähnliches Ziegelgebäude unter einem Satteldach | 34313325 | BW   |

## Wittlohe

### Gruppe: St. Jakobi-Kirche Wittlohe
Die Gruppe „St. Jakobi-Kirche“ besteht aus Kirche und Kirchhof.

| Lage                                            | Bezeichnung | Beschreibung | ID       | Bild           |
| ----------------------------------------------- | ----------- | --- | -------- | -------------- |
| Stemmener Straße 20 52° 51′ 22″ N, 9° 21′ 8″ O  | Kirche      | Von Karl Börgemann entworfene und 1893/1894 errichtete neogotische dreischiffige Hallenkirche St. Jakobi Wittlohe als Backsteinbau. | 34312560 | Weitere Bilder |
| Stemmener Straße 20 52° 50′ 43″ N, 9° 20′ 38″ O | Kirchhof    | Kirchhof mit zahlreichen Grabsteinen des 19. Jahrhunderts und Kriegerdenkmal für die Gefallenen des Ersten und Zweiten Weltkriegs   | 50713378 |                |

### Einzelbaudenkmale
| Lage                                                | Bezeichnung | Beschreibung                                                            | ID       | Bild |
| --------------------------------------------------- | ----------- | ----------------------------------------------------------------------- | -------- | ---- |
| Stemmener Straße 20 52° 51′ 20″ N, 9° 21′ 6″ O      | Kapitelhaus | Im 13. Jahrhundert errichtetes Backsteingebäude unter einem Satteldach. | 34312589 |      |
| Wittloher Dorfstraße 10 52° 51′ 24″ N, 9° 20′ 55″ O | Wohnhaus    | Vermutlich im 18. Jahrhundert errichtetes Fachwerkgebäude               | 34311097 | BW   |

### Ehemalige Denkmale
| Lage                                                | Bezeichnung | Beschreibung | ID       | Bild |
| --------------------------------------------------- | ----------- | --- | -------- | ---- |
| Wittloher Dorfstraße 41 52° 51′ 24″ N, 9° 20′ 57″ O | Scheune     | Mitte des 19. Jahrhunderts errichtete Fachwerkscheune mit Längsdurchfahrt unter einem Halbwalmdach. 2007 aus dem Denkmalverzeichnis gestrichen. | 34313517 | BW   |